# مكسيم مهمت
مكسيم مهمت (بالألمانية: Maxim Mehmet)‏ هو ممثل ألماني، ولد في 2 يوليو 1975 بكاسل في ألمانيا.

## أعمال

### أفلام
- (2008) بارون أحمر[3]

## وصلات خارجية
- مكسيم مهمت على موقع IMDb (الإنجليزية)
- مكسيم مهمت على موقع ألو سيني (الفرنسية)
- مكسيم مهمت على موقع أول موفي (الإنجليزية)
- مكسيم مهمت على موقع قاعدة بيانات الأفلام السويدية (السويدية)
- مكسيم مهمت على موقع ديسكوغز (الإنجليزية)
- مكسيم مهمت على موقع قاعدة بيانات الفيلم (الإنجليزية)
- مكسيم مهمت على موقع كينوبويسك (الروسية)